# النقل بين الهند وباكستان
طُور النقل بين الهند وباكستان من أجل أغراض سياحية واقتصادية، وكان له أهمية تاريخية وسياسية كبيرة لكلا البلدين الذان كان لديهما عدد قليل من طرق النقل التي تربطهما منذ تقسيم الهند عام 1947.

## خلفية
أدى تقسيم الهند عام 1947 إلى إيقاف العديد من وسائل النقل التي تربط بين الهند وباكستان المستقلتين حديثًا بعد اكتمال هجرة الأشخاص بحلول خمسينيات القرن العشرين. قسمت الحرب الهندية الباكستانية الأولى منطقة كشمير الموجودة في الهيمالايا بالتساوي بين الخصمين، ما سبّب إيقاف الطرق التي تربط أجزاء المنطقة ببعضها. كانت كشمير والحدود الدولية في منطقة بنجاب المقسمة مسارح رئيسية للحرب أثناء الحروب الباكستانية الهندية بين عامي 1965 و 1971. دُمّرت سكة القطار الواصلة بين مدينة جايبور الهندية ومدينة كراتشي الباكستانية والتي تمر عبر صحراء طهار عندما فجّرت القوات الجوية الباكستانية السكك خلال حرب عام 1965. في تسعينيات القرن العشرين، كان خط السيطرة الفاصل الذي يرسم الحدود غير الرسمية بين كشمير الخاضعة للإدارة الهندية وكشمير الخاضعة للإدارة الباكستانية مسرحًا لتبادل إطلاق النار بين القوات الهندية والباكستانية ودخول المسلحين إلى كشمير الهندية. اندلعت حرب كارغل عام 1999 عندما سعت القوات الهندية للتصدي للمتشددين والجنود الباكستانيين الذين عبروا خط السيطرة.
بحلول سبعينيات القرن العشرين، أصبح بإمكان الأجانب ممن يحملون تأشيرة دخول مناسبة لكل بلد، مثل أولئك الذين يسلكون طريق الهيبيين من أوروبا إلى نيبال، عبور الحدود سيرًا على الأقدام، والمشي بين الحراس ومواجهة بعضهم عبر الحدود.
عام 1977، أنشأ البلدان قطار سامجوتا السريع الذي يربط مدينة عطاري الهندية بمدينة لاهور الباكستانية. منذ إطلاق الحافلة التي تربط بين دلهي ولاهور عام 1999، عمل البلدان على تأسيس خدمات حافلات وقطارات سريعة تربط مدنًا عبر الحدود في منطقة بنجاب والسند، بالإضافة إلى الربط بين كشمير الخاضعة للإدارة الهندية وكشمير الخاضعة للإدارة الباكستانية عبر خط السيطرة، وهو الخط الحدودي الذي يدل على مناطق سيطرة كل من الخصمين في منطقة كشمير المُتنَارع عليها، ولا يشكل جدًا معترف به عالميًا. لا توجد علاقات تجارية رسمية بين الهند وباكستان بسبب التوتر المستمر.

## خدمة الحافلة
حافلة دلهي لاهور هي خدمة نقل الركاب في الحافلة وتصل بين العاصمة الهندية دلهي ومدينة لاهور الباكستانية عبر المعبر الحدودي في واجاه، وهو المعبر الحدودي الوحيد الذي فُتح للمسافرين الدوليين بين الهند وباكستان. كان للحافلة أهمية رمزية في جهود حكومتي البلدين لبناء علاقات ودية وسلمية.
في جولته الافتتاحية عام 1999، حملت الحافلة على متنها رئيس الوزراء الهندي في ذلك الحين، أتال بيهاري فاجبايي، الذي حضر القمة في لاهور، واستقبله رئيس الوزراء الباكستاني في واجاه. أُطلق على الحافلة اسم سادا إي سارهاد (بالأوردية: Sada-e-Sarhad) وتعني نداء الحدود في اللغة الأوردية. استغرقت الرحلة ثماني ساعات، وبلغت مسافتها 530 كيلومتر. ومع استمرار خدمة الحافلة خلال حرب كارغل عام 1999، توقفت إثر الهجوم على البرلمان الهندي عام 2001 في 13 ديسمبر من عام 2001، الذي اتهمت الحكومة الهندية الحكومة الباكستانية بالقيام به. استُئنفت خدمة الحافلة في 16 يوليو من عام 2003 بعد تحسن العلاقات الثنائية.

## خدمات القطار
وفقًا لمعاهدة شيملا لعام 1972 وفي محاولة لإعادة خلق روابط سلمية بعد الحرب الباكستانية الهندية لعام 1971، أنشأ كلا البلدين قطار سامجوتا السريع (سامجوتا تعني «اتفاق» أو «حل وسط» باللغتين الهندية والآردية)، الذي يربط مدينة لاهور الباكستانية ببلدة عطاري الهندية القريبة من مدينة أمريتسار. سُيِّر قطار طهار السريع ليربط مدينة كراتشي الباكستانية من محطة كوكرابار بمدينة جودبور الهندية عبر محطة موناباو. توجد خطط ومفاوضات جارية لإطلاق خدمة قطار تربط بين مدينة سيالكوت الباكستانية بمدينة جامو الهندية.
في 18 فبراير عام 2007، تعرضت عربتان من عربات القطار إلى تفجيرات إرهابية مزعومة قرب باني بت، هاريانا في الهند. أودت تفجيرات قطار سامجوتا السريع عام 2007 بحياة 68 شخصًا. أدانت كل من الحكومتين الباكستانية والهندية الهجوم، وخمّن مسؤولون من كلا الطرفين أن هدف المهاجمين كان عرقلة تحسين العلاقات بين البلدين. توقفت التحقيقات في التفجيرات عدة مرات. وحتى عام 2011، لم تُوجه أصابع الاتهام إلى أحد، ويُزعم أنها مرتبطة بأبينهاف بهارات، وهي مجموعة هندوسية أصولية في الهند. كان هناك مزاعم أخرى تدور حول لاشكار-إي-تايبا (منظمة إرهابية في باكستان). أوضح تقرير مصدره الولايات المتحدة تورط عارف قاسماني في الهجوم. قطار طهار السريع هو قطار آخر يربط بين الدولتين، من كراتشي في باكستان، إلى جودبور، راجستان، في الهند. لم يواصل العمل بعد تقسيم الهند، بل بعد الحرب الهندية الباكستانية عام 1965. في 18 فبراير من عام 2006، أُعيد تشغيله بعد توقف دام 41 سنة.

## النقل عبر كشمير
عام 2003، أدى وقف إطلاق النار في كشمير إلى تحسن العلاقات الثنائية، عملت الحكومات على تقديم طلب لإنشاء قطار يربط مدينة سريناغار في كشمير الهندية بمدينة مظفر أباد في كشمير الباكستانية. صدر الاتفاق الرسمي في 16 فبراير عام 2005 عندما زار وزير العلاقات الخارجية حينئذ، كي ناتوار سينغ، الرئيس الباكستاني بيرفيز مشرف في راوالبيندي في باكستان. أُعلن عن القرار بالتزامن مع إعلان الاتفاق على إنشاء خدمة قطار طهار السريع. يقطع القطار مسافة 183 كيلومتر وأُطلق رسميًا في 7 أبريل من عام 2005 ووضع العلم عليه رئيس الوزراء الهندي الدكتور مانموهان سينغ. توقفت الخدمة لفترة من الزمن بعد زلزال كشمير بسبب الأضرار التي أصابت الطرقات.
سُيِّر قطار يربط بونش (الهند) براوالكوت (باكستان)، بسكة حديدية طولها 55 كيلومتر في 20 يونيو من عام 2006. في 5 يونيو من عام 2008، تضاعف عدد الركاب على متن القطار الذي ينقلهم من بونش إلى براوالكوت. يُخطط أيضًا لتسيير حافلات تربط بين كارغيل (الهند) بسكاردو (باكستان)، وجامو (الهند) بسيالكوت (باكستان) وميربور (باكستان) أيضًا.
يعتبر الموقف الهندي الرسمي خدمة النقل بالحافلات بين سريناغار ومظفر أباد «إجراء إنساني بعيد عن التحيز» ولا يؤثر على سياسات البلدين الخصمين ومواقفهما في ما يخص كشمير التي يتنازعان من أجلها. ولجعل الحافلة آمنة وتعمل على أكمل وجه، ستتم إزالة خط السيطرة الفاصل عند الضرورة وستُتخذ إجراءات أمنية أخرى أيضًا. أعلنت كلتا الحكومتين أنه بمقدور المواطنين الهنود والباكستانيين السفر إلى أي مكان في كشمير الهندية والباكستانية، بما في ذلك المناطق الشمالية من باكستان، والتي تُعتبر جزء من كشمير الهندية قبل عام 1947. في الهند، على جميع المواطنين التقدم بطلب في مكتب جوازات السفر الإقليمي في سريناغار، الذي كان يمثل السلطة المعنية لتقييم الطلبات، والتحقق من الهويات، وإصدار تصاريح الدخول. ومنذ 25 سبتمبر من عام 2019، أُغلقت كل طرق النقل بين الهند وباكستان بعد إلغاء الهند للمادة رقم 370 التي تمنح وضعًا خاصًا لكشمير الهندية.